# Jogindarnagar
Jogindarnagar es un pueblo y nagar Panchayat  situado en el distrito de Mandi,  en el estado de Himachal Pradesh (India). Su población es de 5335 habitantes (2011). 

## Demografía
Según el censo de 2011 la población de Jogindarnagar era de 5335 habitantes, de los cuales 2707 eran hombres y 2628 eran mujeres. Jogindarnagar tiene una tasa media de alfabetización del 87,86%, superior a la media estatal del 82,80%: la alfabetización masculina es del 92,63%, y la alfabetización femenina del 82,99%.